# باولو أورلاندوني

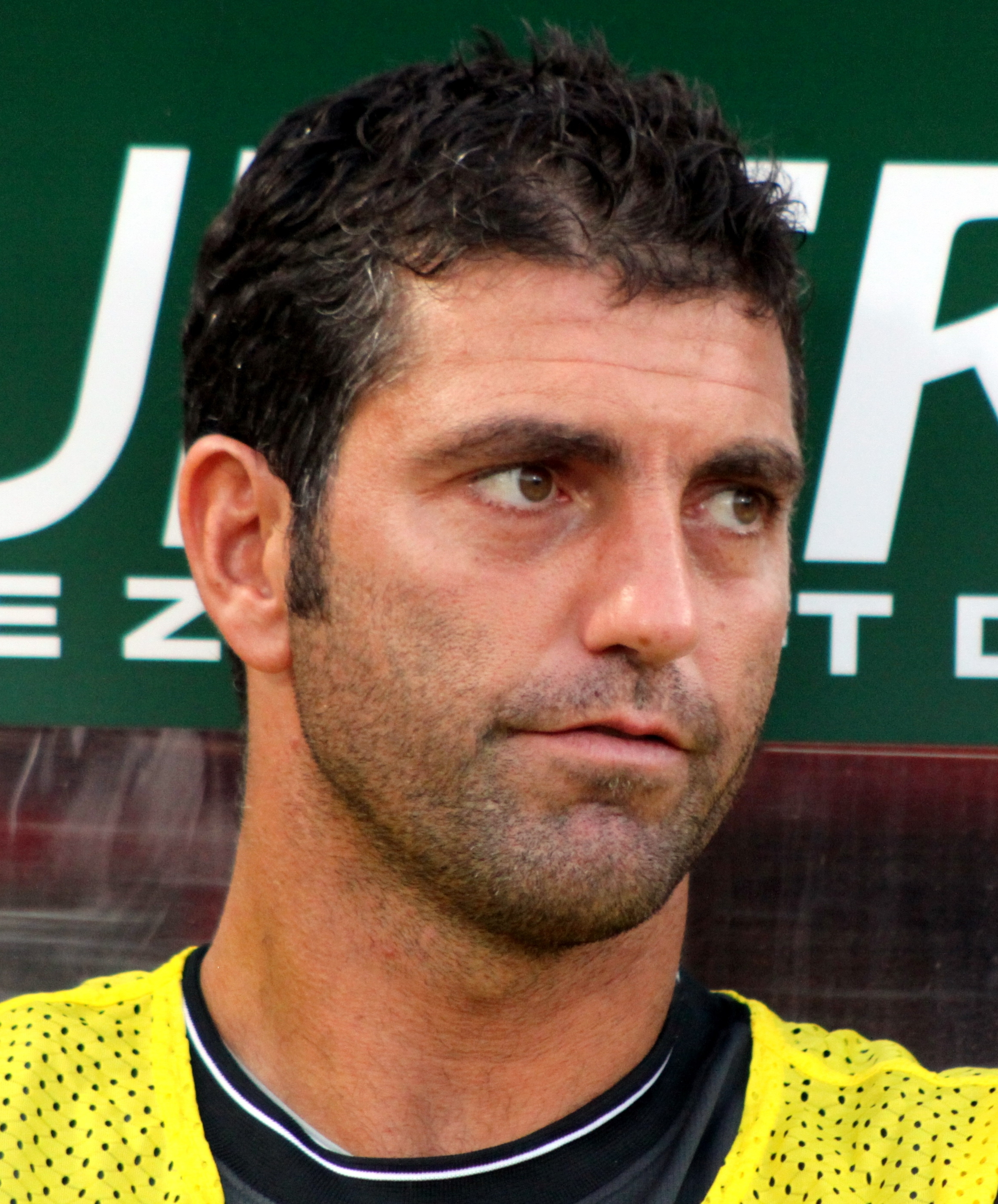
باولو أورلاندوني

باولو أورلاندوني (بالإيطالية: Paolo Orlandoni)‏، (مواليد بولسانو في 12 أغسطس 1972)، لاعب كرة قدم إيطالي.
بدأ مسيرته الكروية مع نادي مانتوفا في موسم 1991/1992، ولعب معهم 8 مباريات، وفي موسم 1992/1993 انتقل إلى نادي البينوليفي، ولعب معهم 8 مباريات، وفي موسم 1993/1994 انتقل إلى نادي كاسارانو، ولعب معهم 23 مباراة، وفي موسم 1994/1995 انتقل إلى نادي برو سيستو، ولعب معهم 25 مباراة، وفي موسم 1995/1996 انتقل إلى نادي أنكونا، ولعب معهم 14 مباراة، وفي موسم 1996/1997 أعير إلى نادي فوجيا، ولعب معهم مباراة واحدة، وفي موسم 1997/1998 انتقل إلى نادي الكيريلي، ولعب معهم 28 مباراة، وفي موسم 1998/1999 انتقل إلى نادي ريجينا، ولعب معهم 47 مباراة، وفي عام 2000 أعير إلى نادي بولونيا، ولعب معهم 3 مباريات، وفي موسم 2000/2001 انتقل إلى نادي لاتسيو، ولعب معهم مباراة واحدة، وفي عام 2001 انتقل إلى نادي بياتشنزا، ولعب معهم حتى عام 2005، وشارك معهم في 64 مباراة، ومنذ عام 2005 وهو يلعب مع نادي إنتر ميلان.

## روابط خارجية
- باولو أورلاندوني على موقع الاتحاد الدولي (مؤرشف)  (الإنجليزية)
- باولو أورلاندوني على موقع الاتحاد الأوربي (الإنجليزية)
- باولو أورلاندوني على موقع إي إس بي إن إف سي (الإنجليزية)
- باولو أورلاندوني على موقع قاعدة بيانات كرة القدم.إي يو (الإنجليزية)
- باولو أورلاندوني على موقع بيانات كرة القدم. دي إي (الألمانية)
- باولو أورلاندوني على موقع Soccerway.com (الإنجليزية)
- باولو أورلاندوني على موقع عالم كرة القدم.نت (الإنجليزية)
- باولو أورلاندوني على موقع كووورة